# Pablo da Silveira
Pablo da Silveira García (Montevideo, 21 de septiembre de 1962) es un autor, filósofo, funcionario y docente uruguayo, que ejerció como Ministro de Educación y Cultura de 2020 a marzo de 2025.

## Biografía
Da Silveira obtuvo su doctorado en Filosofía en la Universidad de Lovaina, en donde también se desempeñó como investigador.
Autor de la Segunda Reforma, publicación en la que se opone a la propuesta de Germán Rama por derecha, por ser basada en educación pública y en la que sugiere la transferencia de recursos públicos a la educación privada. Esta es la visión que Da Silveira sostiene hasta el momento y la que le ha dado mayor trascendencia pública. 
Cofundador del Liceo Impulso junto a Ernesto Talvi (ex Canciller).
En la UCUDAL ejerce la docencia en Filosofía Política y dirige el Programa de Gobierno de la Educación.
En la campaña electoral de 2019, Da Silveira se desempeñó como asesor del candidato Luis Lacalle Pou en políticas de educación. Fue anunciado como futuro Ministro de Educación y Cultura, cargo que ejerció desde marzo de 2020 a marzo de 2025, acompañado por la historiadora Ana Ribeiro en la Subsecretaría.

## Obras
- Escrito en la arena. Reflexiones de un intelectual no gramsciano. Montevideo: Planeta. 2019. ISBN 9789974898417.
- Padres, maestros y políticos. El desafío de gobernar la educación. Buenos Aires: Taurus. 2009.
- Una introducción a la teoría de la argumentación. Buenos Aires: Taurus. 2004.
- Liberalismo y jacobinismo en el Uruguay batllista. Montevideo: Taurus. 2003. (con Susana Monreal)
- Diálogo sobre el liberalismo. Montevideo: Taurus. 2001. (con Ramón Díaz)
- La Segunda Reforma. Por qué necesitamos una enseñanza post-vareliana y cómo ponerla en marcha. CLAEH 1995
- Las religiones en el Uruguay: algunas aproximaciones. Montevideo: La Gotera. 2004. ISBN 978-9974-7815-8-0. (con Teresa Porzecanski, Pablo Dabezies y otros autores)